# Che aria tira
Che aria tira è un album discografico del gruppo musicale italiano Il Parto delle Nuvole Pesanti, pubblicato nel 2013 da Ala Bianca e distribuito da Warner.

## Descrizione
Al suo undicesimo album, il gruppo bolognese di origine calabra affronta -tramite sperimentazioni musicali sempre nuove - temi sociali quali i danni all'ambiente delle ecomafie, le morti sul lavoro, la condizione dei carcerati.

## Tracce
Testi di Salvatore De Siena, musiche di Salvatore De Siena, Amerigo Sirianni, Domenico "Mimmo" Crudo; edizioni musicali Ala Bianca GROUP SRL.
1. Che aria tira (feat. Mikrokosmos – Coro Multietnico di Bologna) – 3:13 (testo: De Siena – musica: De Siena, Sirianni, Crudo)
2. Vento di Scirocco – 4:18 (De Siena) – Ispirata alla poesia La rosa nel bicchiere di Franco Costabile
3. Crotone (feat. Fabrizio Moro) – 3:36 (testo: De Siena – musica: De Siena, Sirianni, Crudo)
4. Ho visto gente lavorare – 3:34 (testo: De Siena – musica: De Siena, Sirianni, Crudo) – prende spunto dall'incidente della ThyssenKrupp di Torino
5. La nave dei veleni (feat. Carlo Lucarelli) – 4:00 (testo: De Siena – musica: De Siena, Sirianni, Crudo) – Ispirata al libro Navi a perdere di Carlo Lucarelli
6. Vita detenuta – 2:49 (testo: De Siena – musica: De Siena, Sirianni, Crudo)
7. Ali Ochali – 2:54 (Canceli Basak)
8. Qualcuno mi ha detto – 3:26 (testo: De Siena – musica: De Siena, Sirianni, Crudo) – ispirata alla poesia Il più bello dei mari di Nazım Hikmet
9. Terapia sociale – 3:31 (testo: De Siena – musica: De Siena, Sirianni, Crudo)
10. La poltrona – 2:53 (testo: De Siena – musica: De Siena, Sirianni, Crudo)

Durata totale: 34:14

## Formazione
Salvatore De Siena - voce, chitarre, ritmiche, tamburello

Amerigo Sirianni - chitarre, mandolino, pianoforte, synth, voce

Domenico "Mimmo" Crudo bassi, voce

### Collaboratori storici
Antonio Rimedio - fisarmonica, pianoforte, sax

Manuel Franco - batteria, cajón, darabouka

### Altri musicisti
Francesco Rimedio - tastiere

Christian Lisi - ukulele, contrabbasso

### Feauturing
Mikrokosmos, (Coro Multietnico di Bologna diretto dal M° Michele Napolitano) - cori in Che aria tira

Fabrizio Moro - voce e parte del testo di Crotone per gentile concessione di Fattoria del Moro Publishing

Carlo Lucarelli- voce recitante in La nave dei veleni

Canceli Basak- voce in Ali Ochali